# Křemešník
Der Křemešník (deutsch Kremeschnik) ist ein 767 m hoher Berg in Tschechien.

## Geographie
Der Křemešník befindet sich neun Kilometer südöstlich von Pelhřimov bei dem Dorf Sázava, Gemeinde Nový Rychnov, in der Böhmisch-Mährischen Höhe und ist ein Marienwallfahrtsort. An seinem nordöstlichen Fuße entspringt der Jankovský potok.

## Bauliche Anlagen
Aus nordwestlicher Richtung führt ein Kreuzweg von der Heilquelle Stříbrná studánka mit einer daneben befindlichen barocken Kapelle aus dem Jahre 1689 zur Wallfahrtskirche der Heiligen Dreifaltigkeit auf den westlichen Gipfel.
Der Křemešník ist ein altes Silberbergbaugebiet. Der Bürger Matouš Chejstovský aus Pelhřimov, der in eine Silbergrube gestürzt war, hatte 1555 gemäß seinem Versprechen als Dank dafür, dass er sich mit heiler Haut aus dem Bergwerk retten konnte, eine hölzerne Kapelle errichtet. 1651 errichtete die Stadt Pelhřimov an deren Stelle eine steinerne Kapelle, die 1654 durch den Abt des Klosters Želiv, Norbert von Amelung geweiht wurde. In den Jahren 1710 bis 1720 erfolgte der Bau der Wallfahrtskirche, die 1734 um einen Kreuzgang erweitert wurde. Nach einer erneuten Erweiterung wurde sie 1750 durch den Prager Weihbischof Antonín Jan Vokoun geweiht. Am Kreuzweg liegt die wundertätige Quelle, die alljährlich um den Apostel Matthias-Tag zu sprudeln beginnt und dann nach einigen Monaten zu einem Rinnsal versiegt. Bis 1803 bewohnten Klausner der Franziskanertertiaren  und der Einsiedlerkongregation der Ivaniten abwechselnd den Berg. Ab 1935 wirkten die Salesianer Don Boscos auf dem Berg.
Auf dem Ostgipfel befindet sich der 52 Meter hohe Aussichtsturm Pípalka. Die Stahlkonstruktion wurde 1993 eingeweiht und besitzt in 40 Meter Höhe eine Aussichtsplattform, zu der 205 Stufen hinauf führen.
Das Větrný zámek (Windschloss) oder U sedmi havranů (Bei den sieben Raben) wurde 1930 vom Baumeister Kamil Hilbert als Villa für den Bildhauer Josef Šejnost errichtet und ähnelt einer gotischen Burg. Am Křemešník finden sich auch Reste alter Silberstollen.

## Große Wallfahrt
Ab 1763 vereinte die große Wallfahrt auf den Křemešník Tschechen und Deutsche aus der benachbarten Iglauer Sprachinsel sowie aus Bayern. Im Jahre 1834 reisten 734 Pilgerzüge mit 60.000 Gläubigen an. Der Křemešník wurde zum Hauptwallfahrtort der Diözese Budweis. 1840 pilgerte der Prager Erzbischof Alois Joseph Schrenck von Notzing zu Fuß von Kamenice nad Lipou an auf den Křemešník. 1860 erfolgte die Firmung durch den Bischof Jan Valerián Jirsík, später durch den Kardinal Friedrich Johannes Jacob Cölestin von Schwarzenberg. Sein Nachfolger Franziskus von Paula Schönborn pilgerte von Vyskytná aus zu Fuß auf den Berg.
Nach dem Zweiten Weltkrieg ließ der Prager Erzbischof Josef Beran die große Wallfahrt auf den Křemešník wieder aufleben. 1948 führte der Budweiser Bischof Josef Hlouch letztmals die Wallfahrt an. Nach der Machtübernahme der Kommunisten wurde die große Wallfahrt zum Stein des Anstoßes. 1949 wurde zuerst der Erzbischof Hloucha interniert und der Abt des Klosters Želiv, Bohumil Vít Tajovský, der an Hlouchas Stelle die Pontifikalmesse auf dem Křemešník halten sollte, ebenfalls verhaftet. Danach gab es fast 40 Jahre keine Wallfahrten auf den Křemešník mehr.
Nach dem Sturz des kommunistischen Regimes wurden 1989 die Wallfahrten wieder aufgenommen und die erste Messe zelebrierte Kardinal Miloslav Vlk.